# دباغی

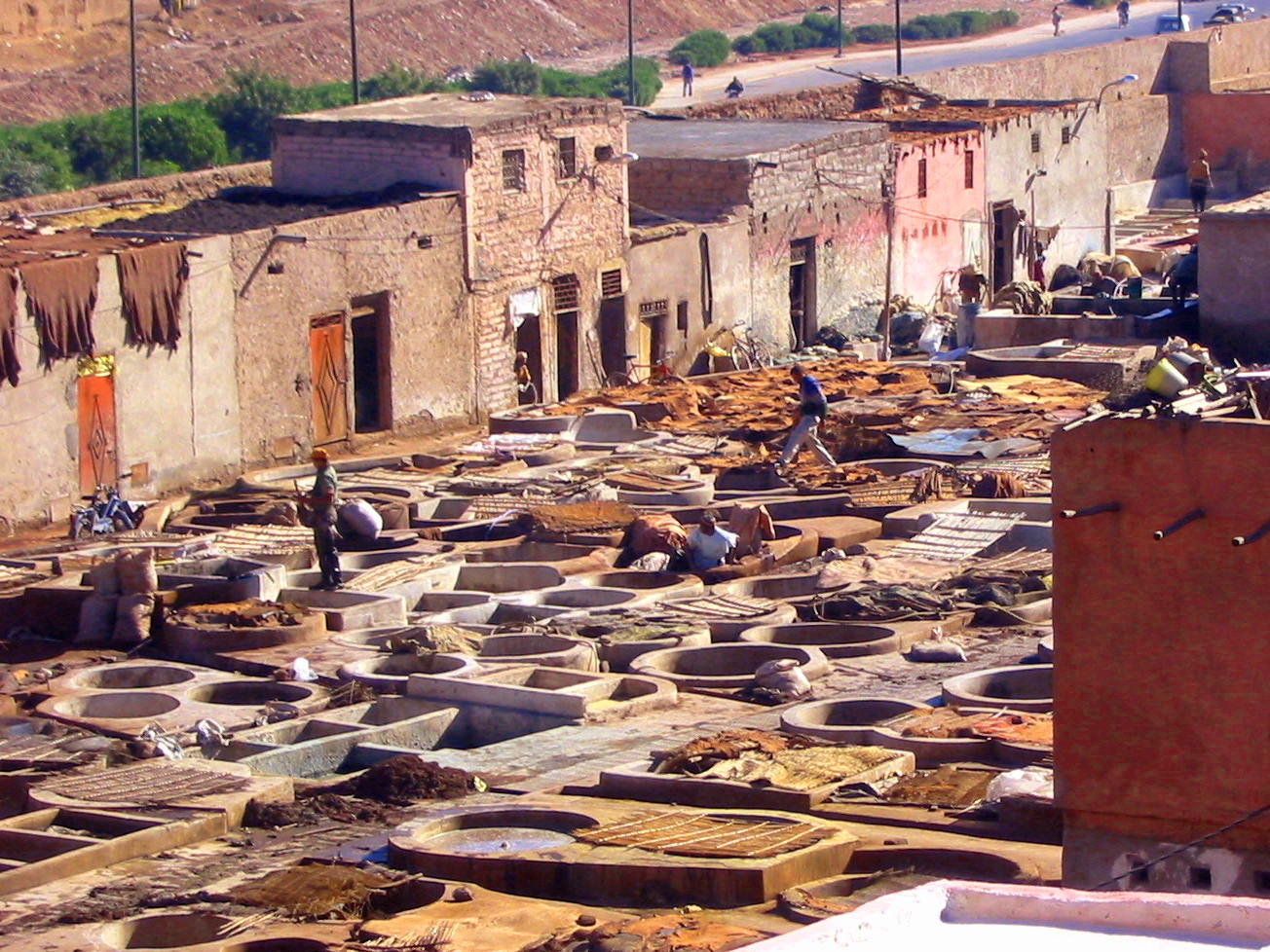
دباغخانه ای در مراکش

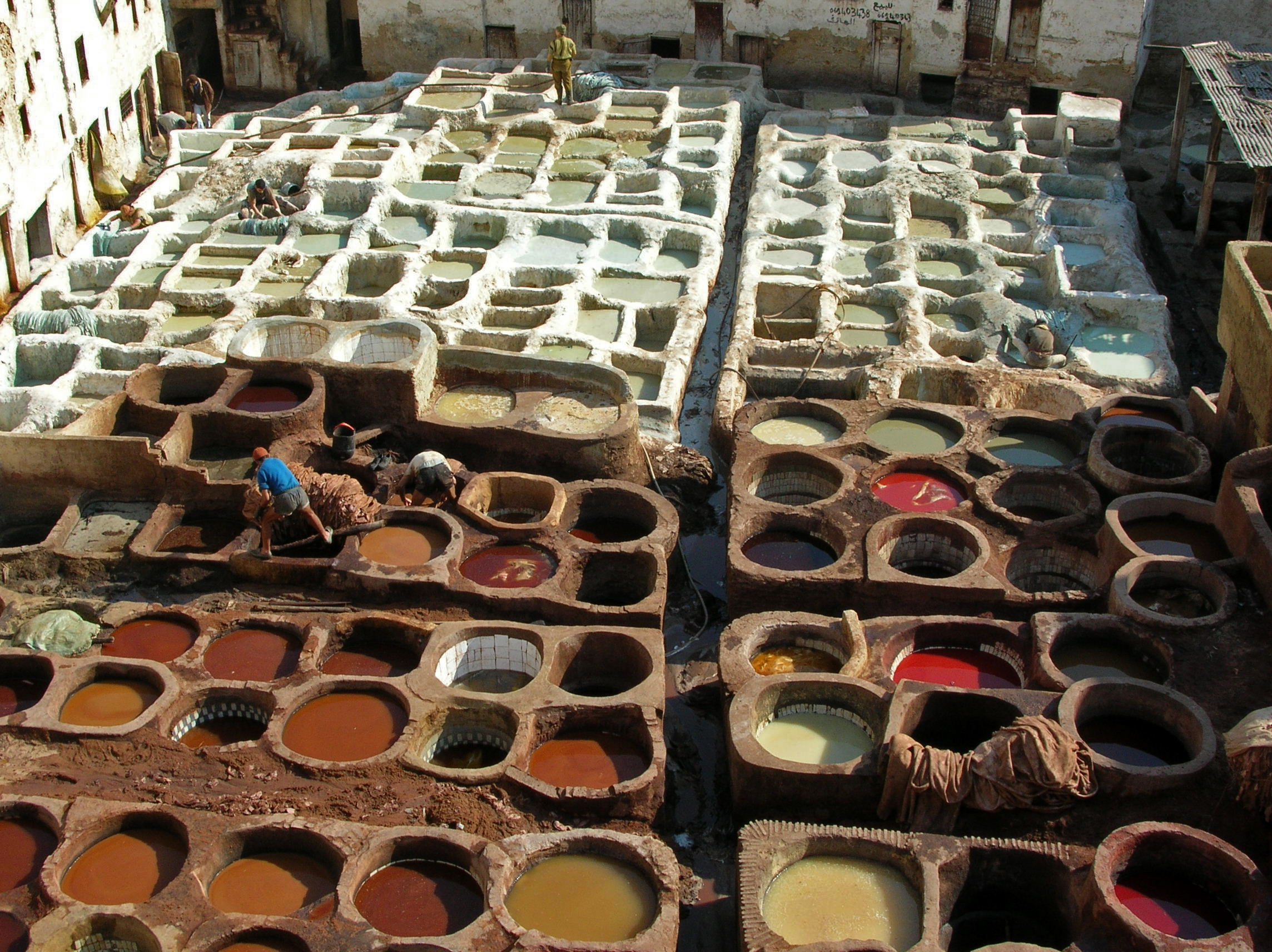
دباغی در فاس

چرم‌سازی یا دباغی فن آماده‌سازی و پرداخت پوست حیوانات برای تبدیل آن به چرم است.
پوست از نظر شیمیایی پلیمری است از اسیدهای آمینه که آن‌ها را اصطلاحاً پروتئین می‌نامند. اسیدهای آمینه از طریق پیوندهای پپتیدی به راحتی می‌توانند تحت تأثیر میکرو ارگانیسم و عوامل بیرونی دیگر قرار گیرند. در این صورت زنجیر پروتئین گسسته شده و پوست کیفیت طبیعی خود را از دست خواهد داد. از اینرو برای جلوگیری از هجوم و نفوذ میکرو ارگانیسم‌ها و عوامل مؤثر بیرونی در پوست باید تغییراتی که تغییر اساسی در ماهیت پوست وارد نکند بر روی آن به وجود آورد این عملیات را دباغی پوست گویند.
دباغی با مواد گیاهی از قسمت‌های مختلف گیاه یعنی پوست، تنه، برگ، شاخه، میوه و ریشه گیاهان می‌توان مواد دباغی تهیه کرد. از آن جمله می‌توان پوست درخت صنوبر، کاج، بلوط، فندق، کائوچو، سماق و … را نام برد.
برای تهیه عصاره یا جوهر دباغی، مواد مذکور را با روش‌های ویژه در آب می‌خیسانند. در این عمل مواد جامد و مواد محلول برای دباغی به‌دست می‌آید. به مواد جامد مقداری بی‌سولفیت سدیم اضافه می‌کنند تا این مواد را حل کند.
دباغی با مواد شیمیایی دباغی با کروم: بر عکس مواد دباغی گیاهی که منشأ گیاهی دارند، دباغی با نمک‌های کروم منشأ معدنی داشته و برای پوست‌ها سبک کارایی دارد. برای تهیه مواد دباغی با کروم از سنگ معدن کرومیت (متشکل از %۶۸ اکسید کروم و %۳۲ اکسید آهن) استفاده می‌شود. دوام پوست دباغی شده با «نمک کروم» حدود سه برابر دوام پوست دباغی شده با مواد گیاهی است.
دباغی با زاج سفید: این نوع دباغی از روش‌های بسیار قدیمی است. برتری دباغی خز با زاج سفید در این است که به علت بیرنگ بودن آن، اثری بر روی موی خز باقی نمی‌ماند. در صورتی که در دباغی به‌وسیله مواد گیاهی و کروم، موهای پوست بیرنگ می‌شود.
دباغی با نمک‌های آهن:
در این روش از نمک‌های مختلف آهن استفاده می‌شود که از آن جمله می‌توان سولفات آهن (III)، کلرید و سولفات آهن (III) فتالاتهای آهن (III) و … را نام برد.
دباغی با سولفات زیرکُنیم: پوستهای اسیدی شده را با محلول سولفات زیرکنیم نیم دباغی می‌کنند. برای دباغی با این روش، زمانی نمک دباغی به پوست نیم دباغی شده اضافه می‌شود که پوست همراه با ده درصد وزن خود با اکسید زیرکنیم همراه باشد. پس از عملیات دباغی، پوست را با بی‌کربنات سدیم، قلیایی می‌کنند.
دباغی با مواد روغنی:
روغن ماهی و برخی از روغن‌های گیاهی مانند روغن دانه آفتابگردان خاصیت دباغی داشته و برای دباغی پوست شوکا و بز کوهی که معمولاً در تهیه لباس و دستکش کاربرد دارند مصرف می‌شوند.
دباغی با مواد سنتزی (سینتان)
این مواد دباغی که امروزه جایگزین مواد دباغی طبیعی شده‌اند، خود به چهار دسته تقسیم می‌شوند:
سینتان آلیفاتیک: که از سولفو کلرید پارافین‌ها و دی‌ایز و سیاناتها تهیه می‌شود.
سینتان متروسیکلیکی: که از ملامین ساخته می‌شود.
سینتان آروماتیک: که از سینتان با گروه فنلی و بردن گروه فنلی تهیه می‌شود.
سینتان کایتونیک: که از ترکیبات فنلی چند عاملی با آلدهیدها و آمین‌ها تهیه می‌شود.
دباغی با فرمالدئید:
در این روش محلول دباغی که شامل آب، فرمالدئید و قلیا است ولی می‌توان به جای سود، از بی‌کربنات سدیم، کربنات کلسیم یا کربنات منیزیم نیز استفاده کرد.
دباغی نیم کرومی:
این نوع دباغی با نمک‌های کروم و مواد گیاهی انجام می‌گیرد که ممکن است در آن از سه روش استفاده شود.
دباغی اولیه با محلول کروم و دباغی مجدد با محلول دباغی گیاهی
دباغی اولیه با مواد گیاهی و دباغی مجدد در محلول کروم
دباغی به‌وسیله مواد گیاهی و محلول کروم به‌طور هم‌زمان.
این روش دباغی برای چرم رویه به ویژه برای تهیه چرم‌های بسیار خوب، ضدآب، چرم‌های ضخیم، دباغی چرم زیره و لباس مورد استفاده قرار می‌گیرد. عیب این روش آن است که چرم به سهولت چروک برمی‌دارد.
دباغی نیم زاجی:به سه روش انجام می‌گیرد:
دباغی اولیه در محلول زاج سفید و دباغی مجدد در محلول عصاره گیاهی
دباغی اولیه در محلول عصاره گیاهی و دباغی مجدد در محلول زاج سفید
دباغی با محلول عصاره گیاهی و زاج سفید به‌طور هم‌زمان
پوست دباغی شده که در پایان به صورت چرم به‌دست می‌آید، دارای مقدار زیادی آب است بنابراین قبل از هر عمل دیگر بر روی چرم حاصل، باید آب از آن گرفته شود این عمل به‌وسیله ماشین آبگیری یا پرس کردن و … انجام می‌گیرد.